# 藤井實
藤井 實（ふじい みのる、1881年11月または1880年11月6日 - 1963年)は、日本の外交官。また、東京帝国大学在学中の1902年に、特殊な電気計時装置を使った測定で100メートル競走に10秒24という記録を残したとされる人物としても知られる。名前は藤井実と表記されることもある。

## 来歴
東京・本郷に、昌平黌の漢学教師を父として生まれる。旧制郁文館中学校から第一高等学校を経て、1902年に東京帝国大学法科大学（現・東京大学法学部）に進学する。体格に恵まれていた（帝大1年当時、身長179cm、体重71kg）藤井は中学時代から各種のスポーツに親しみ、一高時代には陸上競技で並ぶもののない成績を収めていた。特に短距離走と棒高跳を得意とし、棒高跳のポールに竹を使ったのは藤井が最初とされる。また、スパイクシューズの使用も日本で最初だったという。このシューズは麻布の靴職人に作らせたが満足がいかず、自ら手直ししたものだった。
陸上競技の才能により、一高時代から東京帝大教授の田中舘愛橘に目をかけられ、これが「世界記録」につながることになった。帝大1年生だった1902年11月8日に開かれた東京帝大運動会に出場した藤井は100メートル競走に優勝し、優勝者に与えられる「優勝者競走」にも出走することになった。この優勝者競走には田中舘が製作した電気計測器が持ち込まれて記録が計測された。その測定結果は10秒24というものであった（詳細は後述）。東京帝大では吉田茂と同級だった。
東京帝大卒業後の1906年、吉田と同期で外務省に入る。その年はOBとして東京帝大の運動会に出場、棒高跳びで3m90cmを記録したが、この年を最後に陸上競技を離れた。その後は外交官としてチリ臨時代理公使、シンガポール領事（1913年着任）、アメリカ大使館書記官、サンパウロ総領事（1919年着任）、イタリア臨時代理大使、フランス大使館参事官などを歴任した。1928年、陸軍の中国に対する強硬姿勢に反発して外務省を辞し、以後は日本外交協会の理事となり、対英米協調の立場で陸軍の外交政策への対抗を試みた。1939年には、天津事件の解決に向けた首相の平沼騏一郎と駐日英国大使だったロバート・クレイギーの会見を設定する際に、その仲介役の一人になったとされている。藤井は東大時代に平沼から刑法の講義を受け、親交があった。平沼内閣では外務大臣に迎える動きもあったが、陸軍の抵抗で実現しなかった。
1961年、『文藝春秋』1962年1月号に「国産世界記録第一号」と題した、東京帝大運動会のエピソードを綴った手記を発表した。
1963年夏、心待ちにしていたという1964年東京オリンピックまで1年を残し、心不全のため死去。

## 100メートル10秒24について
藤井が東京帝大運動会の優勝者競走で記録した100メートル10秒24は、田中舘が助手の田丸節郎や寺田寅彦と製作した電気計測器によって測定された記録だった。この装置は、コース沿いの電線、1秒間に3cmずつ線を記録するテープ、スタートおよびゴール時を電線の電流遮断で記録するテープで構成され、二つのテープを科学用の計測尺で測定することでその間の時間が1/100秒単位でわかるというものだった。短距離走において記録を左右するファクターである風については、藤井は後年の手記で「極めて僅かな逆風」と記している。
この記録は、当時世界でおこなわれていた100メートルおよび100ヤード競走の記録と比較しても隔絶したものであった（当時は国際陸上競技連盟の発足前で、公式の陸上競技世界記録はまだ存在しなかった）。田中舘はこの記録および棒高跳の記録について報告書を欧米に送ったところ、アメリカやドイツのスポーツ年鑑に掲載されたという。一方、アメリカのアマチュア陸上連盟は「証拠不十分」として採用しなかったとされる。また前記の年鑑への記載について「記載はされたが公認はされなかった」とする文献もある。
日本国内では、藤井と面識のあった辰野隆は『スポオツ随筆』の中で「タイム計測の誤り」、（自分とともに100メートルを走ったときの印象から）「11秒24の誤りではないか」と述べた。この文に対して藤井は激怒し、1950年頃（昭和20年代半ば）に田中舘に伝えると田中舘も「科学者の名誉に賭けて、あの設備と計測に間違いはなかった」と述べたという。織田幹雄は辰野の言う11秒24なら「納得できないわけではない」と記している。後代の短距離走者では高木正征は「あれは何かのまちがいではなかったか」と陸上競技関係者が口にするのを何度も聞いたと述べ、吉岡隆徳は事実かは知らないが当時のスプリンターの目標になっていたと証言している。『世界大百科事典』第2版は、「現在ではどこかに計時の誤りがあったとみられている。」としている。
スパイクや棒高跳のポールにも見られるように、藤井は研究熱心であったが、それらはすべて独学で身につけたものだった。ポールの竹は初めて使うまで3年間乾燥させたと手記に記している。短距離走ではスタートダッシュのタイミングを早めるために百人一首を練習することで、スターターがピストルを発射する間合いを知る感覚をつかんだという。
藤井が後年、外交官として欧米に赴いた際には、「世界的な記録を作ったアスリート」として扱われることがひとたびならずあったとされる。
なお、日本陸上競技連盟の公認記録（電気計時）が10秒24を初めて上回ったのは、1991年に井上悟が樹立した10秒20で、藤井の「記録」から89年後であった。

## イギリスの競走馬「ミノル」との関係
1906年にアイルランドのキルデア県で生誕し、1909年のダービーステークスに優勝した競走馬ミノルにつき、その馬名が藤井の名前に由来するという説がある。保阪正康は（イギリス国王だった）「エドワード7世が藤井にちなんで自らの持ち馬にミノルという名をつけた」と記している。しかし、実際にはミノルはエドワード7世が英国軍大佐のウィリアム・ホール・ウォーカー (William Walker, 1st Baron Wavertree) から借り受けた馬である。
ミノルを産んだ牧場の後身に当たるアイリッシュ・ナショナルスタッドのウェブサイトでは、名前の由来は牧場内の日本庭園を造成するためにウォーカーが招いた日本人・飯田三郎（英国名・Tassa Eida）の息子であるミノル（実）に由来すると記していた。その後も、飯田三郎や飯田実の経歴が明らかにされる中で、ミノルの馬名が飯田実に由来するという文献が複数存在する。
なお、保阪は日本のトキノミノルがミノルの血筋を引いているとも記しているが、これは事実ではない。